# Popowia papuana
Popowia papuana är en kirimojaväxtart som beskrevs av Rudolph Herman Scheffer. Popowia papuana ingår i släktet Popowia och familjen kirimojaväxter. Inga underarter finns listade i Catalogue of Life.